# Karen Jarrett
Karen Smedley (Greensburg, 12 ottobre 1972) è una dirigente d'azienda e valletta di wrestling statunitense, nota con i ring name Karen Angle e Karen Jarrett.

## Carriera

### Esordi
Durante la permanenza di Kurt Angle presso la World Wrestling Entertainment non fu mai coinvolta in storyline e, a tutti gli effetti, lei stessa con la WWE non ebbe mai un contratto. Vi apparve però, come membro della famiglia di Kurt Angle, durante le celebrazioni di Unforgiven 2001 dove l'allora marito vinse il WWE Championship battendo Steve Austin. Karen apparve anche nel DVD WrestleMania XX, in un segmento dedicato allo stesso Angle ed a Frank Ortiz.

### Total Nonstop Action Wrestling (2007–2008)
Fece le sue prime apparizioni televisive presso la TNA nell'estate del 2007, durante un feud in corso tra Kurt Angle e Samoa Joe per l'assegnazione del Triple Crown Championship e dove, seguendo una storyline in cui doveva far credere di cercare il divorzio da Angle, si lamentava dell'eccessiva morbosità del marito nei confronti di lei stessa e dei loro figli. In seguito però, nel corso del programma Hard Justice, Karen ritorna a sostenere il marito fino ad aiutarlo a vincere la TNA Triple Crown, battendo proprio Samoa Joe.
Nelle settimane seguenti il suo personaggio subì una trasformazione scenica che la condusse a comportarsi come una donna maliziosa, manipolativa e bugiarda, e con lo scopo di mettere alcuni wrestler in rivalità con altri. Un esempio di questo comportamento avvenne durante No Surrender quando, mentendo al proprio marito (Kurt Angle), accusò Sting di averla schiaffeggiata per ottenere che i due (che formavano un tag team) si ritrovassero a combattere tra di loro anziché difendere (e mantenere) il titolo di coppia proprio contro gli avversari del Team Pacman (Ron Killings e Pacman Jones).
Questa trasformazione continuò anche a Genesis, dove persuase A.J. Styles e Tomko ad aiutare Angle impegnato nei combattimenti in difesa del suo titolo dei pesi massimi (TNA World Heavyweight Championship) e dove, al seguito della vittoria, lo stesso Angle fu incoronato King of the Mountain (Re della Montagna) e lei (essendo sua moglie) Regina.
Nel tardo 2007, mettendosi in contrapposizione con l'ultima gimmick di Sharmell (la moglie di Booker T) presso la WWE, Karen sostenne che in TNA ci fosse posto per una sola "regina" (Booker T vincendo l'edizione simile di King of the Ring divenne re e di conseguenza Sharmell diventò regina) e questa situazione, durante le registrazioni di una puntata di iMPACT!, portò le due donne a scontrarsi. Karen (inciampando sul ring) si ruppe un piede, ma continuò stoicamente a lavorare fino al termine delle riprese televisive.
In un episodio di iMPACT! del 14 febbraio 2008, la storyline prevista fu quella di mostrare Karen e Kurt Angle salire sul ring in procinto di ricelebrare il loro matrimonio e di fare in modo che il "si" venisse pronunciato proprio quando il prete, che perse gli occhiali dopo un colpo subito da Samoa Joe, dichiarasse marito e moglie Karen ed A.J. Styles, confondendo quest'ultimo con Kurt.
Negli episodi successivi, il seguito della storyline previde che Angle, dicendosi preoccupato del tradimento ma contrario alla fine del loro matrimonio, l'aggredisse verbalmente e morbosamente ed in seguito, il kayfabe studiato fece sì che lei gli propose la separazione proprio durante i preparativi di Angle per Lockdown con Samoa Joe.
Da allora, e nonostante vennero insinuati numerosi sospetti che tra Karen ed A.J. Styles fosse in corso una relazione, Angle mostra un atteggiamento di rifiuto nei suoi confronti e continua ad ignorarla anche dopo averla cacciata dal ring durante uno dei suoi match avvenuti nello stesso Lockdown.
Nel maggio del 2008, in un episodio di iMPACT!, si vede Kurt Angle salire sul ring e, dopo aver preso un microfono, chiedere a Karen di perdonarlo per le sue mancanze e di ritornare con lui. Karen sale sul ring per incontrarlo solo verso la metà dell'episodio ma lascia il ring in lacrime per ritornare dietro le quinte. Verso la fine della puntata, Karen sale di nuovo sul ring nel tentativo di aiutare A.J. Styles rimasto vittima di un agguato tesogli da quattro wrestler (Booker T, Brother Ray, Brother Devon e Tomko) e, dopo esservi stata allontanata, corre verso il backstage in cerca dell'aiuto di Angle, che a sua volta ne esce armato di una sedia. Angle, che all'inizio volta le spalle alla moglie per difenderla dai quattro che si allontanano, si accorge, girandosi, che lei è intenta ad abbracciare A.J. Styles sanguinante e perde le staffe, incominciando a colpire quest'ultimo a sua volta ed inducendo i quattro a tornare sul ring. Il Team 3D (Brother Ray e Brother Devon) trattiene Karen ed Angle, tenendo A.J. Styles per la testa, accusa lei di averlo ingannato e che la colpa di ciò che sta per succedere ora è soltanto sua.
Nella puntata del 28 maggio, dopo essere già stato aggredito nel backstage poco prima del suo ingresso, AJ corre sul ring per aiutare Karen ma viene di nuovo colpito da Angle ed il Team 3D per la seconda puntata di fila. Christian Cage corre invano in suo aiuto e viene a sua volta assalito e picchiato. Infine viene annunciato che al pay-per-view Slammiversary 2008 sarebbe avvenuta la sfida tra A.J. Styles e Kurt Angle e, in quest'ultimo appuntamento, le interferenze di Karen aiutano A.J. Styles a vincere il match.
Dalla puntata del 24 luglio 2008, a Karen viene dato uno spazio all'interno del programma (denominato Karen's Angle, un gioco di parole tra il suo ex cognome acquisito ed il significato l'Angolo di Karen), in cui lei si occupa di intervistare i wrestler protagonisti di iMPACT!. Il primo ad essere intervistato è Kaz il quale dichiara di voler lasciare il wrestling a causa della sua delusione per non essere riuscito a battere Kurt Angle durante le lotte per l'assegnazione del TNA World Heavyweight Championship.
In un'intervista successiva Karen, intenta ad intervistare A.J. Styles, viene attaccata da The Beautiful People (Velvet Sky, Angelina Love e Cute Kip) che, mandati da Angle, mettono a soqquadro l'intera sceneggiatura. Dopo più di due mesi e numerose nuove interviste, tra cui si videro Sting e Samoa Joe, il programma viene chiuso il 9 ottobre 2008 e viene annunciato che il motivo è dovuto alla scelta di Karen di dedicarsi alla sua famiglia. Il suo profilo e le sue foto vengono inizialmente rimosse dal sito della TNA ma alcuni giorni dopo vengono rimessi di nuovo online.

### Ritorno nella TNA/Impact Wrestling (2011, 2015)

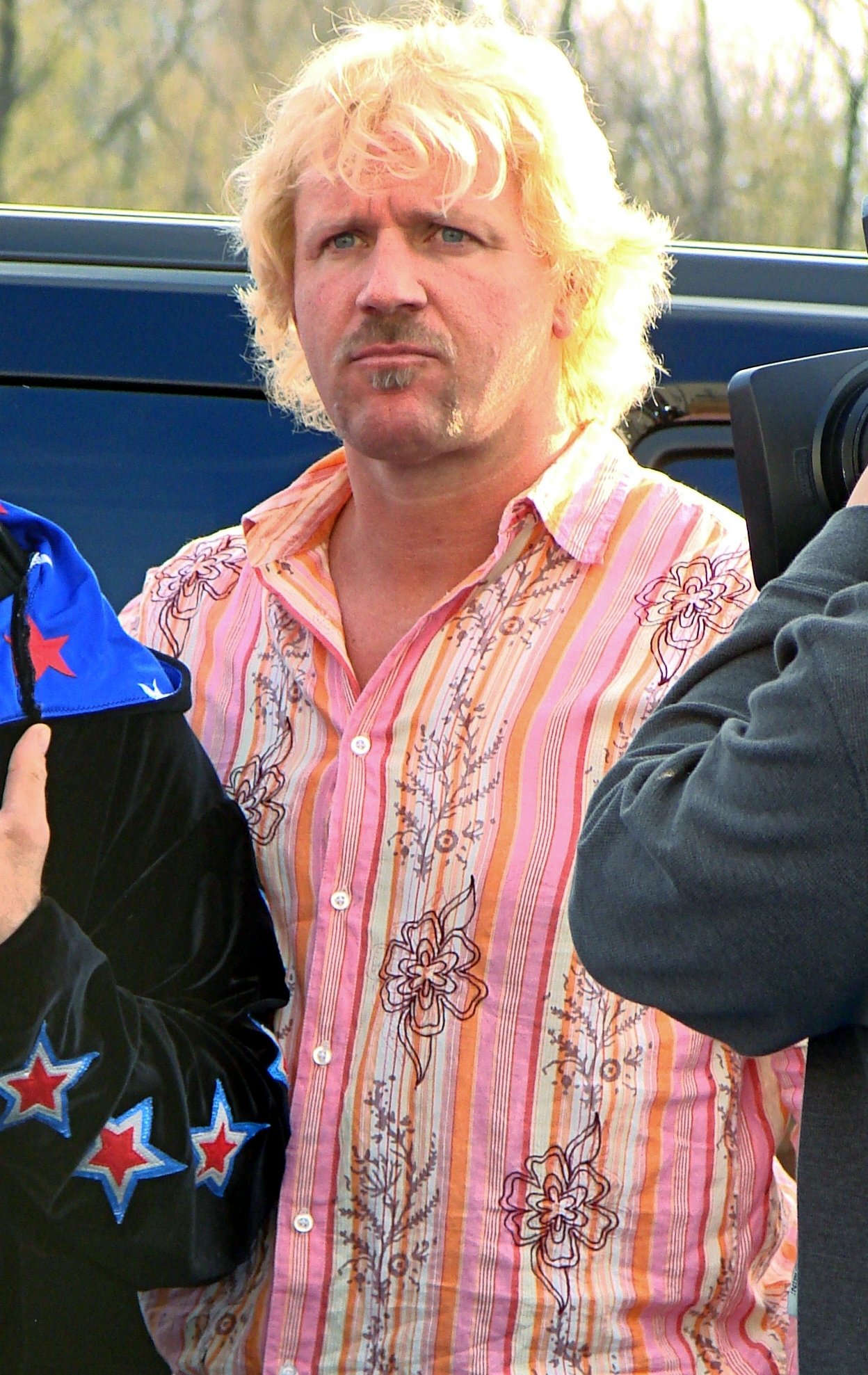
Jeff Jarrett, l'attuale marito

L'11 gennaio 2011 la TNA annuncia che Karen sarebbe ritornata in televisione a partire dalla puntata di iMPACT! del 13 gennaio apparendo a fianco del nuovo marito (Jeff Jarrett), lo ritrova impegnato in un feud proprio con l'ex Kurt Angle. In questo ritorno, lei appare di fronte a quest'ultimo mentre è in procinto di attaccare Jeff avvertendolo che non gli permetterà di rovinare la loro vita privata e per aggiungervi la promessa che nella puntata seguente avrebbe rivelato tutti i retroscena del loro divorzio. Nella nuova puntata nella puntata schiaffeggerà l'ex marito permettendo a Jarrett di metterlo al tappeto.
Ad Against All Odds del 13 febbraio, Jeff Jarrett sconfigge ancora Angle in un match singolo e, come penitenza, nell'edizione di iMPACT! del 3 marzo allo stesso Angle viene chiesto di accompagnare l'ex moglie (Karen) lungo la navata dove, in precedenza, lei e Jeff hanno rinnovato i loro voti nuziali. Ma Angle, armato di ascia, incomincerà a distruggere il luogo del matrimonio coinvolgendo gli ospiti in un furibodo match di lotta.
A Sacrifice del 15 maggio, Angle e Chyna sconfiggono il team di Jarrett in un tag team match misto e Karen, che nel seguito della storyline, perderà il culmine del feud tra Jarrett ed Angle, vedrà soltanto che lo sconfitto Jarrett deve lasciare la compagnia per partecipare ad un tour in Messico. Riapparirà di fianco al marito nella promozione messicana di Asistencia Asesoría y Administración (AAA) del più grande evento dell'anno (il TripleManía XIX), e dove, aiutandolo in un combattimento, gli permetterà di sconfiggere El Zorro per vincere il titolo di AAA World Heavyweight Championship.
Karen, riceve da Eric Bischoff la nomina di nuovo vice presidente della divisione Knockout e l'evento viene trasmesso nell'edizione di Impact Wrestling! il 1º settembre 2011.
Nell 2011 il marito vende la società TNA a Dixie Carter, e dovrà aspettare 6 anni per tornare.

### Ritorno ad Impact Wrestling/Global Force Wrestling (2017)
Nell'aprile 2017 viene annunciata la fusione della Global Force Wrestling, di proprietà sua e di suo marito, con Impact Wrestling di Athenem divenendone di nuovo soci, anche se pochi mesi dopo, entrambi lasciarono la federazione.

## Vita privata

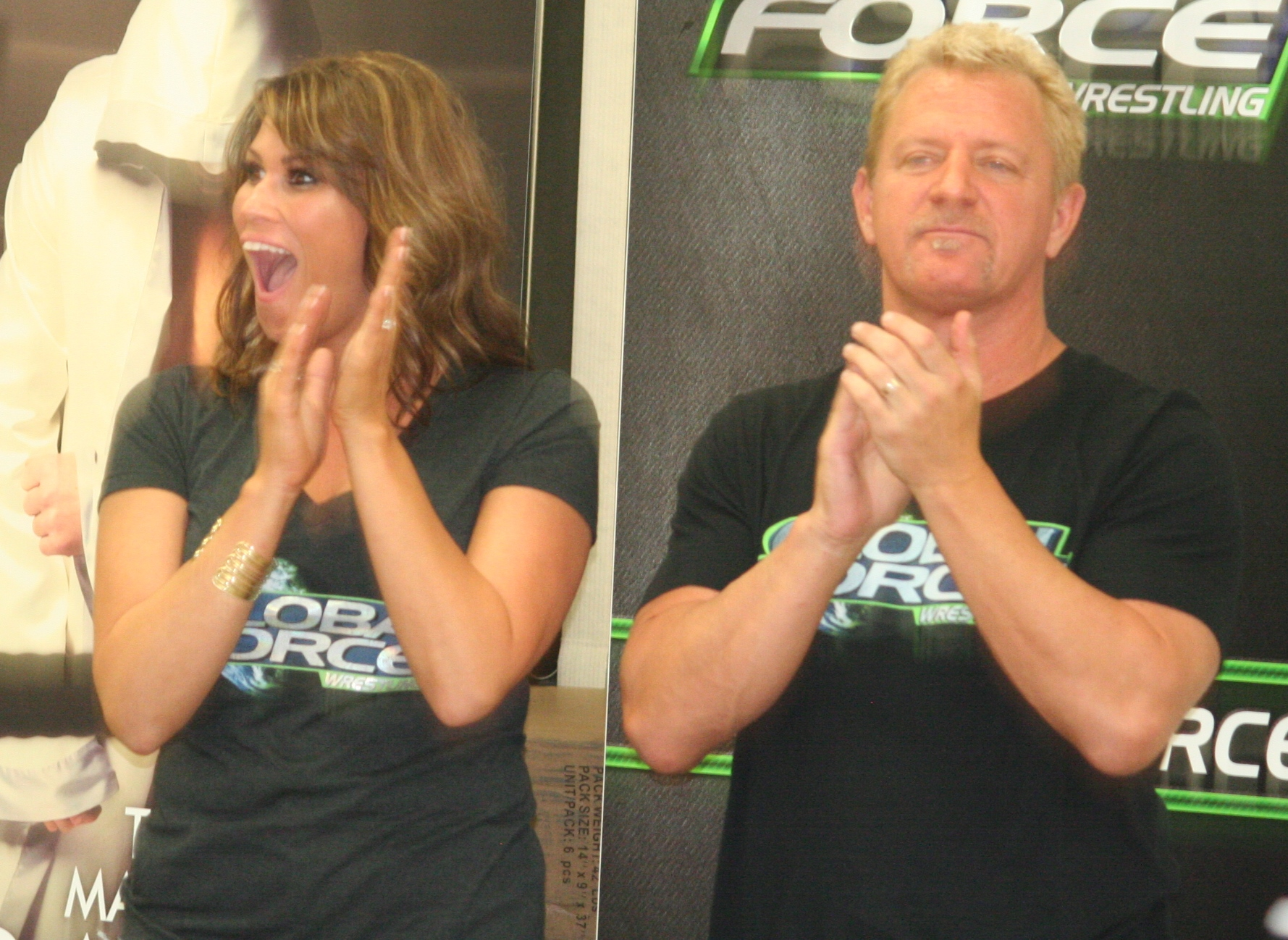
Karen e Jeff Jarrett

Karen è madre di due figli: una femmina, Kyra (nata il 2 dicembre 2002), apparsa più volte nelle trasmissioni della TNA ed un maschio, Kody (nato il 26 ottobre 2006) entrambi avuti da Kurt Angle.
Il divorzio tra Karen e Kurt è avvenuto il 26 ottobre 2008.
Nel 2009, viene diffusa la notizia che Karen si è sentimentalmente legata a Jeff Jarrett (che tra l'altro è il cofondatore della TNA). La relazione viene rivelata al pubblico nel luglio 2009 quando, un sedicente impiegato della TNA lo rivela al Bubba the Love Sponge Show (una radio di Sarasota, Florida) e, il 6 aprile 2010, Karen annuncia di essersi fidanzata con Jarrett.
Questa relazione si dice essere incominciata dopo la separazione da Angle e sembra sia stato questo il motivo per cui il presidente della TNA Dixie Carter abbia messo Jarrett in aspettativa.
Il matrimonio è stato celebrato il 21 agosto 2010.

## Personaggio

### Soprannomi
- "Queen of the Mountain"

### Wrestler di cui è stata valletta
- Kurt Angle
- A.J. Styles
- Tomko
- Jeff Jarrett